# Épargnes
Épargnes  é uma comuna francesa na região administrativa da Nova Aquitânia, no departamento de Charente-Maritime. Estende-se por uma área de 23,40 km². Em 2010 a comuna tinha 862 habitantes (densidade: 36,8 hab./km²).